# WTCC seizoen 2011
Het WTCC seizoen 2011 is het achtste seizoen van het Wereldkampioenschap voor touringcars, en het zevende seizoen na de terugkeer van het kampioenschap in 2005. Het kampioenschap bestaat uit 24 races, verdeeld over 12 raceweekenden.
Yvan Muller, de verdedigend wereldkampioen, prolongeerde zijn titel in de laatste race in Macau met een derde plaats. Zijn laatste overgebleven concurrent en teamgenoot Rob Huff stond de eerste helft van het seizoen aan de leiding en kwam uiteindelijk slechts drie punten tekort op de titel.

## Teams en coureurs
| Team                        | Auto                 | No. | Coureur             | Rondes    |
| --------------------------- | -------------------- | --- | ------------------- | --------- |
| Chevrolet                   | Chevrolet Cruze 1.6T | 1   | Yvan Muller         | Alle      |
| Chevrolet                   | Chevrolet Cruze 1.6T | 2   | Rob Huff            | Alle      |
| Chevrolet                   | Chevrolet Cruze 1.6T | 6   | Cacá Bueno          | 1         |
| Chevrolet                   | Chevrolet Cruze 1.6T | 8   | Alain Menu          | Alle      |
| Chevrolet                   | Chevrolet Cruze 1.6T | 31  | Toshi Arai          | 10        |
| Lukoil-SUNRED               | Seat León 2.0 TDI    | 3   | Gabriele Tarquini   | 1-4       |
| Lukoil-SUNRED               | Seat León 2.0 TDI    | 4   | Aleksei Dudukalo    | 1-6       |
| Lukoil-SUNRED               | SUNRED SR León 1.6T  | 3   | Gabriele Tarquini   | 5-12      |
| Lukoil-SUNRED               | SUNRED SR León 1.6T  | 4   | Aleksei Dudukalo    | 7-12      |
| Zengő-Dension Team          | BMW 320 TC           | 5   | Norbert Michelisz   | 2-12      |
| Seat Swiss Racing by SUNRED | Seat León 2.0 TDI    | 7   | Fredy Barth         | 1-3       |
| Seat Swiss Racing by SUNRED | SR León 1.6T         | 7   | Fredy Barth         | 4-12      |
| Bamboo Engineering          | Chevrolet Lacetti    | 9   | Darryl O'Young      | 1         |
| Bamboo Engineering          | Chevrolet Lacetti    | 10  | Yukinori Taniguchi  | 1         |
| Bamboo Engineering          | Chevrolet Cruze 1.6T | 9   | Darryl O'Young      | 2-12      |
| Bamboo Engineering          | Chevrolet Cruze 1.6T | 10  | Yukinori Taniguchi  | 2-12      |
| Liqui Moly Team Engstler    | BMW 320 TC           | 11  | Kristian Poulsen    | Alle      |
| Liqui Moly Team Engstler    | BMW 320 TC           | 12  | Franz Engstler      | Alle      |
| Liqui Moly Team Engstler    | BMW 320si            | 21  | Fabio Fabiani       | 11        |
| Liqui Moly Team Engstler    | BMW 320si            | 51  | Charles Ng          | 10        |
| Liqui Moly Team Engstler    | BMW 320si            | 52  | Joseph Rosa Merszei | 12        |
| Borusan Otomotiv Motorsport | BMW 320si            | 13  | Ibrahim Okyay       | 3, 8      |
| ROAL Motorsport             | BMW 320 TC           | 15  | Tom Coronel         | Alle      |
| SUNRED Engineering          | Seat León 2.0 TDI    | 17  | Michel Nikjær       | 1-3       |
| SUNRED Engineering          | Seat León 2.0 TDI    | 18  | Tiago Monteiro      | 1-4       |
| SUNRED Engineering          | Seat León 2.0 TDI    | 74  | Pepe Oriola         | 1-3       |
| SUNRED Engineering          | SR León 1.6T         | 17  | Michel Nikjær       | 4-12      |
| SUNRED Engineering          | SR León 1.6T         | 18  | Tiago Monteiro      | 5-12      |
| SUNRED Engineering          | SR León 1.6T         | 66  | André Couto         | 12        |
| SUNRED Engineering          | SR León 1.6T         | 74  | Pepe Oriola         | 4-12      |
| SUNRED Engineering          | SR León 1.6T         | 88  | Hiroki Yoshimoto    | 10        |
| Proteam Racing              | BMW 320 TC           | 20  | Javier Villa        | Alle      |
| Proteam Racing              | BMW 320 TC           | 25  | Mehdi Bennani       | Alle      |
| Proteam Racing              | BMW 320si            | 21  | Fabio Fabiani       | 1-4, 7-10 |
| Proteam Racing              | BMW 320si            | 23  | Philip Ma           | 11-12     |
| Wiechers-Sport              | BMW 320 TC           | 26  | Stefano D'Aste      | 6, 8-9    |
| Wiechers-Sport              | BMW 320 TC           | 28  | Gary Kwok           | 12        |
| Wiechers-Sport              | BMW 320 TC           | 29  | Colin Turkington    | 7, 10-11  |
| Wiechers-Sport              | BMW 320 TC           | 35  | Urs Sonderegger     | 2-5       |
| Polestar Volvo              | Volvo C30            | 30  | Robert Dahlgren     | 1-4       |
| Polestar Volvo              | Volvo C30 Drive      | 30  | Robert Dahlgren     | 5-12      |
| Deteam KK Motorsport        | BMW 320 TC           | 51  | Charles Ng          | 11-12     |
| Deteam KK Motorsport        | BMW 320 TC           | 64  | David Sigachev      | 9         |
| Deteam KK Motorsport        | BMW 320 TC           | 65  | Marchy Lee          | 1-3       |
| Deteam KK Motorsport        | BMW 320 TC           | 68  | Masaki Kano         | 10        |
| RPM Racing Team             | BMW 320si            | 70  | Mak Ka Lok          | 12        |
| Corsa Motorsport            | Chevrolet Lacetti    | 75  | Filipe de Souza     | 12        |
| Corsa Motorsport            | Chevrolet Lacetti    | 76  | Kuok Io Keong       | 12        |
| 778 Auto Sport              | Peugeot 308          | 77  | Lo Ka Chun          | 12        |

## Kalender
De kalender zoals deze op 8 maart 2011 werd vrijgegeven door de FIA.
| Ronde | Ronde | Circuit                               | Datum       | Poleposition   | Snelste ronde     | Winnaar           | Winnaar teams            | Winnaar Yokohama  | Winnaar Jay-Ten     |
| ----- | ----- | ------------------------------------- | ----------- | -------------- | ----------------- | ----------------- | ------------------------ | ----------------- | ------------------- |
| 1     | R1    | Autódromo Internacional de Curitiba * | 20 maart    | Rob Huff       | Rob Huff          | Rob Huff          | Chevrolet                | Kristian Poulsen  | Michel Nikjær       |
| 1     | R2    | Autódromo Internacional de Curitiba * | 20 maart    | Alain Menu     | Rob Huff          | Alain Menu        | Chevrolet                | Javier Villa      | Pepe Oriola         |
| 2     | R3    | Circuit Zolder                        | 24 april    | Rob Huff       | Rob Huff          | Rob Huff          | Chevrolet                | Kristian Poulsen  | Michel Nikjær       |
| 2     | R4    | Circuit Zolder                        | 24 april    | Fredy Barth    | Javier Villa      | Gabriele Tarquini | Lukoil-SUNRED            | Darryl O'Young    | Michel Nikjær       |
| 3     | R5    | Autodromo Nazionale Monza             | 15 mei      | Rob Huff       | Yvan Muller       | Rob Huff          | Chevrolet                | Norbert Michelisz | Fredy Barth         |
| 3     | R6    | Autodromo Nazionale Monza             | 15 mei      | Tiago Monteiro | Yvan Muller       | Rob Huff          | Chevrolet                | Kristian Poulsen  | Pepe Oriola         |
| 4     | R7    | Hungaroring **                        | 5 juni      | Alain Menu     | Norbert Michelisz | Alain Menu        | Chevrolet                | Norbert Michelisz | Aleksei Dudukalo    |
| 4     | R8    | Hungaroring **                        | 5 juni      | Mehdi Bennani  | Norbert Michelisz | Yvan Muller       | Chevrolet                | Franz Engstler    | Aleksei Dudukalo    |
| 5     | R9    | Automotodrom Brno                     | 19 juni     | Yvan Muller    | Rob Huff          | Rob Huff          | Chevrolet                | Kristian Poulsen  | Aleksei Dudukalo    |
| 5     | R10   | Automotodrom Brno                     | 19 juni     | Michel Nikjær  | Yvan Muller       | Yvan Muller       | Chevrolet                | Michel Nikjær     | Aleksei Dudukalo    |
| 6     | R11   | Circuito da Boavista                  | 3 juli      | Alain Menu     | Alain Menu        | Alain Menu        | Chevrolet                | Norbert Michelisz | geen finishers      |
| 6     | R12   | Circuito da Boavista                  | 3 juli      | Stefano D'Aste | Rob Huff          | Rob Huff          | Chevrolet                | Norbert Michelisz | Aleksei Dudukalo    |
| 7     | R13   | Donington Park                        | 17 juli     | Yvan Muller    | Rob Huff          | Yvan Muller       | Chevrolet                | Franz Engstler    | geen finishers      |
| 7     | R14   | Donington Park                        | 17 juli     | Tom Coronel    | Yvan Muller       | Yvan Muller       | Chevrolet                | Franz Engstler    | geen finishers      |
| 8     | R15   | Motorsport Arena Oschersleben         | 31 juli     | Yvan Muller    | Rob Huff          | Yvan Muller       | Chevrolet                | Stefano D'Aste    | Ibrahim Okyay       |
| 8     | R16   | Motorsport Arena Oschersleben         | 31 juli     | Franz Engstler | Tom Coronel       | Franz Engstler    | Liqui Moly Team Engstler | Franz Engstler    | Ibrahim Okyay       |
| 9     | R17   | Circuit Ricardo Tormo                 | 4 september | Yvan Muller    | Yvan Muller       | Yvan Muller       | Chevrolet                | Kristian Poulsen  | Fabio Fabiani       |
| 9     | R18   | Circuit Ricardo Tormo                 | 4 september | Franz Engstler | Yvan Muller       | Yvan Muller       | Chevrolet                | Kristian Poulsen  | Fabio Fabiani       |
| 10    | R19   | Suzuka International Racing Course    | 23 oktober  | Alain Menu     | Alain Menu        | Alain Menu        | Chevrolet                | Michel Nikjær     | Charles Ng          |
| 10    | R20   | Suzuka International Racing Course    | 23 oktober  | Darryl O'Young | Tom Coronel       | Tom Coronel       | ROAL Motorsport          | Michel Nikjær     | Charles Ng          |
| 11    | R21   | Shanghai Tianma Circuit ***           | 6 november  | Alain Menu     | Rob Huff          | Alain Menu        | Chevrolet                | Colin Turkington  | Fabio Fabiani       |
| 11    | R22   | Shanghai Tianma Circuit ***           | 6 november  | Rob Huff       | Yvan Muller       | Yvan Muller       | Chevrolet                | Colin Turkington  | Fabio Fabiani       |
| 12    | R23   | Circuito da Guia                      | 20 november | Rob Huff       | Yvan Muller       | Rob Huff          | Chevrolet                | Michel Nikjær     | Joseph Rosa Merszei |
| 12    | R24   | Circuito da Guia                      | 20 november | Franz Engstler | Rob Huff          | Rob Huff          | Chevrolet                | Michel Nikjær     | Joseph Rosa Merszei |

* De race in Brazilië zou aanvankelijk worden verreden op Interlagos, maar werd verplaatst naar Curitiba vanwege renovaties op het circuit.
** Aanvankelijk werd een race gepland op het Stratencircuit Marrakesh in Marokko, maar deze werd geschrapt en werd op 21 maart 2011 vervangen door een race op de Hungaroring in Hongarije.
*** Aanvankelijk werd de race in China verreden op het Guangdong International Circuit, maar werd verplaatst naar het Shanghai Tianma Circuit.
Championship: 1987
Cup / Challenge: 1993 · 1994 · 1995
Championship: 2005 · 2006 · 2007 · 2008 · 2009 · 2010 · 2011 · 2012 · 2013 · 2014 · 2015 · 2016 · 2017
Cup: 2018 · 2019 · 2020 · 2021 · 2022
Lijst van coureurs